# Aleyrodes pyrolae
Aleyrodes pyrolae es un hemíptero de la familia Aleyrodidae, con una subfamilia: Aleyrodinae.
Fue descrita científicamente por primera vez por Gillette & Baker en 1895.